# Stegania arenaria
Stegania arenaria là một loài bướm đêm trong họ Geometridae.